# Máy đo gradient
Máy đo gradient trường (Gradiometer) là máy đo bố trí nhiều cảm biến theo cách xác định để đo đồng thời một trường vật lý, từ đó tính được gradient trường. Nó cho ra giá trị gradient trường chân thực, không bị ảnh hưởng của các biến thiên do môi trường hay hoàn cảnh đo đạc.

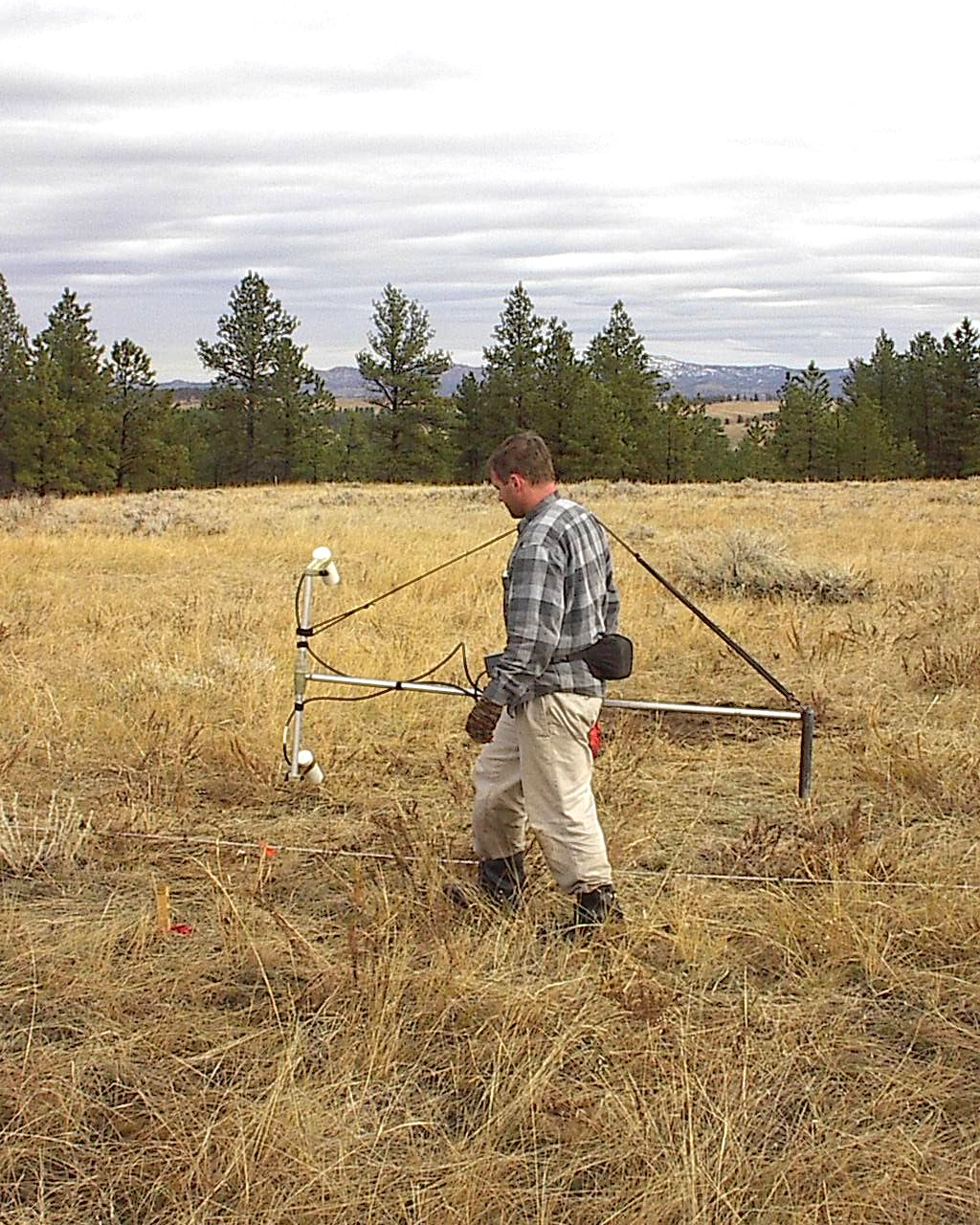
Đo từ đường bộ kiểu gradient thẳng đứng bằng máy đo từ Cesium G-858 hai đầu thu tại một vị trí khảo cổ tại Montana, USA.

Trong Địa vật lý thì đo gradient thực hiện cho trường từ và trọng lực.

## Phân loại
Phân loại các máy đo gradient chủ yếu xếp theo loại trường vật lý mà thiết bị thực hiện đo đạc. Trong mỗi loại thì phân loại dựa theo phương cách đo và số lượng cảm biến đo.
Mỗi cặp cảm biến đặt cách nhau một khoảng xác định theo hướng xác định, cho ra cặp số đo của trường vật lý theo hướng đó. Chia chênh lệch trường cho khoảng cách thì thu được gradient theo hướng đó. Thực hiện tính như vậy đối với đầu thu có nhiều cảm biến hơn, để có gradient của nhiều hướng hơn.
1. Máy đo đơn trục, là thiết bị có một cặp cảm biến, đo một trị gradient.
2. Máy đo hai trục, là thiết bị có ba cảm biến, đo hai trị gradient theo hai hướng.
3. Máy đo ba trục, là thiết bị có bốn cảm biến, đo ba trị gradient theo ba hướng.
4. Máy đo mặt bằng (planar), là thiết bị có nhiều cảm biến bố trí trong mặt bằng, đo nhiều trị gradient trong mặt bằng đó.
5. Hệ thống đo đa điểm dùng nhiều cảm biến bố trí theo cách thức cụ thể cho mục đích đo đạc phức tạp cụ thể.

Theo quan hệ tính chất cảm biến đo và trường vật lý cần đo thì phức tạp hơn. Đó là do sự khác nhau khi dùng cảm biến vector (có hướng) hay cảm biến vô hướng, tức là cảm biến đo trị tuyệt đối trường, để đo trường có hướng.
1. Đo trường vô hướng bằng cảm biến vô hướng, cho ra gradient thật theo hướng quan sát.
2. Đo trường có hướng bằng cảm biến vô hướng, cho ra gradient biểu kiến theo hướng quan sát; giá trị có thể sai với số liệu thật.
3. Đo trường có hướng bằng cảm biến có hướng, việc tính gradient tùy thuộc cấu hình hệ đo.

## Máy đo gradient trường từ

### Máy đo trường toàn phần T
Hầu hết các máy đo từ đường bộ kiểu đo trường toàn phần T như máy đo từ proton, máy đo từ lượng tử đều trang bị 2 đầu đo để đo gradient. Vì các máy này đo trị tuyệt đối trường, cũng như thanh nối hai đầu đo được định hướng áng chừng, nên trị gradient thu được không phải là gradient vật lý thật sự. Tuy nhiên nó đáp ứng nhu cầu thực dụng là phát hiện ngay các vật từ tính tại thực địa.

### Máy đo thành phần trường
Máy đo từ fluxgate từng được dùng cho phát hiện tàu ngầm khi đo đồng thời tại nhiều điểm đo.

## Máy đo gradient trọng lực
Máy đo gradient trọng lực (Gravity gradiometer) có số cặp cảm biến là 1, 3 hoặc nhiều hơn, đo gradient thật sự theo các hướng thẳng đứng hoặc theo cả ba hướng. Khi làm việc chúng được định hướng chặt chẽ.
Cùng với đo gradient từ trường, đo gradient trọng lực có thể phát hiện các công trình ngầm như đường hầm (tunnel), hầm cố thủ (bunker) 

## Đối tượng nghiên cứu
- Thạch quyển
- Thủy quyển